# 馬哈失力
馬哈失力（？—1352年），元朝官员，高昌回鶻人。
元顺帝时襄阳路达鲁花赤孛罗帖木儿的侄子。至正十一年（1351年），谷城、光化告急，孛罗帖木儿帅兵至谷城，军中缺粮，遣马哈失力往襄阳告急。次年，襄阳失守，孛罗帖木儿进次潛江縣，被重创。孛罗帖木儿便让马哈失力离开，并对他说：“我以死报国，你不要留在这里。”马哈失力哭着说：“死生从叔父。”孛罗帖木儿被擒杀。马哈失力率领家奴找寻叔父尸体，战死。举家共死了二十六人。